# Božidar Maljković
Božidar Maljković  (* 20. April 1952 in Otočac, SR Kroatien) ist ein jugoslawischer Basketballtrainer.  

## Laufbahn
Božidar Maljković begann seine Trainerlaufbahn im Alter von 19 Jahren beim jugoslawischen Verein Ušće Belgrade. Nach weiteren Stationen bei OKK Radnički und Roter Stern Belgrad wechselte Maljković 1986 zu Jugoplastika Split (KK Split). In Split hatte er die erfolgreichste Phase seiner Trainerlaufbahn. Zwischen 1988 und 1990 gewann er drei Mal in Folge das Double aus jugoslawischer Meisterschaft und Pokalsieg sowie zweimal den Europapokal der Landesmeister (1989, 1990). Er wurde zweimal zum Trainer des Jahres in Europa gewählt. Zu seinen Schützlingen in Split gehörten solch große Namen wie Duško Ivanović, Toni Kukoč und Dino Rađa. Splits Mannschaft dieser Jahre galt seinerzeit als eine der besten europäischen Vereinsmannschaften der Basketballgeschichte.
Ab 1990 arbeitete er als Cheftrainer beim FC Barcelona. In der Saison 1990/91 erreichte er mit den Katalanen das Endspiel des Europapokals der Landesmeister, unterlag dort jedoch seiner ehemaligen Mannschaft aus Split. In der spanischen Liga reichte es zur Vizemeisterschaft. Im November 1991 wurde er in Barcelona entlassen, nachdem er in einem „Rundumschlag“ Kritik an Sportdirektor Aíto García Reneses, an der Vereinsführung sowie an der Mannschaft geübt hatte.
Er trat im Dezember 1991 das Traineramt bei CSP Limoges in Frankreich an. Er brachte in Limoges seine auf körperlich äußerst herausfordernder Trainingsarbeit und starker Verteidigung basierende Philosophie ein. Wenn er eine Mannschaft als Trainer übernommen habe, sei eine seiner ersten Amtshandlungen stets gewesen, das Wort „Müdigkeit“ zu verbieten, beschrieb Maljković seine Arbeitsweise. Er wurde mit Limoges 1992 französischer Vizemeister und baute die Mannschaft anschließend nach seinen Vorstellungen um: Mit Michael Brooks und Stéphane Ostrowski mussten zwei Leistungsträger gehen, er holte mit Jim Bilba, Jurij Zdovc, Michael Young und Willie Redden neue Spieler, die seiner Spielidee entsprachen. 1993 gewann Maljković den bedeutendsten Wettbewerb Europas für Vereinsmannschaften ein drittes Mal, als er mit Limoges als krasser Außenseiter das Finalturnier in Athen gewann. 1993 und 1994 wurde Limoges unter seiner Leitung französischer Meister, 1994 und 1995 außerdem Pokalsieger.
1995 wechselte Maljković zum griechischen Rekordmeister Panathinaikos Athen. Mit Panathinaikos gewann Maljković, unter anderem mit Dominique Wilkins, 1996 zum vierten Mal den Europapokal der Landesmeister und sogar den Intercontinental Cup. Das Endspiel im Europapokal der Landesmeister '96 war äußerst ereignisreich, Maljkovićs Mannschaft gewann knapp mit 67:66, ein Protest des FC Barcelona wegen eines angeblich regelwidrigen Blocks Sekunden vor dem Spielende wurde abgewiesen. In der Saison 1997/98 war er Trainer von Paris Basket Racing. Obwohl er in Paris einen Dreijahresvertrag abgeschlossen hatte, endete die Zusammenarbeit bereits nach einem Jahr. Ab Januar 1999 war er Berater in Limoges. Zur Saison 1999/2000 trat er das Traineramt bei Unicaja Málaga an und blieb bis 2003 im Amt. Maljković erreichte mit Málaga 2000 die beiden Endspiele im Korać-Cup, verlor dort aber gegen seine frühere Mannschaft aus Limoges, 2001 gewann er dann den Wettbewerb, 2002 wurde er spanischer Vizemeister. Er wechselte 2004 zu Real Madrid und führte die Mannschaft 2005 zum Gewinn der spanischen Meisterschaft. Im März 2007 trat Maljković das Traineramt bei TAU Ceramica an und führte die Mannschaft in der EuroLeague sowie in der spanischen Meisterschaft ins Halbfinale. Im Anschluss an die Saison 2006/07 endete seine dortige Tätigkeit wieder. Am 12. Dezember 2010 übernahm er die slowenische Nationalmannschaft und trainierte ab Sommer 2011 zusätzlich die russische Mannschaft Lokomotive Kuban Krasnodar. Er betreute Krasnodar während der Saison 2011/12. Von Juli bis November 2012 war er Trainer beim kroatischen Verein KK Cedevita, der auch im höchsten europäischen Vereinswettbewerb EuroLeague 2012/13 teilnahm, bevor er aus persönlichen Gründen zurücktrat. Die slowenische Nationalmannschaft betreute er bei den Europameisterschaften 2011 und 2013.
Im Mai 2017 wurde er ins Amt des Vorsitzenden des Nationalen Olympischen Komitees Serbiens gewählt.

## Erfolge
- Europapokal der Landesmeister: 1989, 1990, 1993, 1996
- Korać-Cup: 2001
- Intercontinental Cup: 1996
- Jugoslawischer Meister: 1988, 1989, 1990
- Spanischer Meister: 2005
- Französischer Meister: 1993, 1994
- Jugoslawischer Pokalsieger: 1988, 1989, 1990
- Spanischer Pokalsieger: 1991
- Französischer Pokalsieger: 1994, 1995
- Griechischer Pokalsieger: 1996

## Auszeichnungen
- Europas Trainer des Jahres: 1989, 1990, 1995
- FIBA Basket Trainer des Jahres (Europa): 1993, 1996
- Trainer des Jahres in Jugoslawien: 1988, 1989, 1990
- Trainer des Jahres in Frankreich: 1993, 1994
- Trainer des Jahres in Spanien: 2005